# 瑞安·巴贝尔
瑞安·古诺·巴贝尔（荷蘭語：Ryan Guno Babel，發音：[ˈrɑiɑm ˈbaːbəl]；1986年12月19日—），荷蘭足球運動員，司職左中場和前鋒。

## 生平
巴贝尔出身於荷蘭豪门阿贾克斯之青訓系統，於2004年1月亮相於荷甲。2005年他已入選國家隊，首場比賽對羅馬尼亞，射入一球，乃二次大戰後國家隊最年輕的入球者。
他出席了2006年世界盃，被認為是荷蘭最有價值的年青球員。荷蘭國家隊教練范巴斯滕評價謂他有潛質成為荷蘭的亨利。而他亦受到一些海外球會之斟介，如英超強隊利物浦等等。
2007年他入選國家隊出賽歐洲U-21足球錦標賽，助荷蘭於主場奪得冠軍。一個月後(2007年7月)，巴贝尔正式加盟利物浦，簽約5年，穿上19號球衣。
加盟初期，巴贝尔並非必然正選，贝尼特斯曾把他作4-4-2陣式中的左中場，但效果未如理想。至赛季下半段，利物浦改用4-2-3-1陣式，巴贝尔和库伊特兩球員在荷蘭國家隊經常擔任左右兩邊翼鋒，因此很快適應新阵型，取代長期受傷的凯维尔和狀態下滑的里瑟，成為正選，並且亦提升了杰拉德和托雷斯的入球數，而在欧联八強次回合對阿森纳中，巴贝尔後備入替，帶來一球12碼和在補時階段射入一球，協助利物浦在欧冠联賽事打入四強，盡顯後備殺手本色。在歐聯四強次回合對車路士中，巴贝尔後備入替托雷斯，於加時下半場117分鐘射入一球，可惜無法扭轉利物浦於歐聯四強出局的命運。
巴贝尔出色的表現令他入選2008年欧洲足球锦标赛的荷蘭大軍中，參加對烏克蘭的熱身賽時更有進球。可惜在訓練期間受傷，被迫退出國家隊，另補選後衛布拉鲁兹代替。
巴贝尔是在2007年夏天从阿贾克斯以1200万英镑的身价转会至利物浦，但红军效力的三年多时间里，荷兰人一直没能表现出自己在荷甲超高的进球效率。2011年1月25日, 巴贝尔以破紀錄的800歐元加入德甲的賀芬咸。一年半後，巴贝尔在2012年夏天回到母隊阿贾克斯，為球隊拿下荷甲冠軍。
2013年夏天，巴贝尔加入土耳其的卡森柏沙，2015年轉到阿联酋的艾因。由於被下放預備組，巴贝尔選擇跟艾因解除合約，以短期合約自由轉會到西班牙的拉科魯尼亞。在拉科魯尼亞，巴贝尔的狀態回勇，11場聯賽中射進4球，在來季的一月轉投土耳其的贝西克塔什，而且重返荷兰国家足球队。

## 數據
| 利物浦                 | 07-08 | 11 | 3  | 1 | 0 | 4  | 3 | 15  | 6  |
| 阿積士                 | 06-07 | 27 | 5  | 3 | 0 | 7  | 2 | 37  | 7  |
| 阿積士                 | 05-06 | 25 | 2  | 1 | 0 | 9  | 2 | 35  | 4  |
| 阿積士                 | 04-05 | 20 | 7  | 2 | 0 | 2  | 1 | 24  | 8  |
| 阿積士                 | 03-04 | 1  | 0  | 0 | 0 | 0  | 0 | 1   | 0  |
| 阿積士                 | 總數  | 84 | 17 | 7 | 0 | 21 | 7 | 112 | 24 |
| 總數                   | 總數  | 84 | 17 | 7 | 0 | 21 | 7 | 112 | 24 |
| 最近更新於2007年5月5日 |       |    |    |   |   |    |   |     |    |

| #                        | 日期           | 對手     | 比數 | 賽果 | 賽事               |
| 1                        | 2005年3月26日  | 羅馬尼亞 | 2-0  | 勝   | 2006年世界盃外圍賽 |
| 2                        | 2005年11月12日 | 義大利   | 1-3  | 負   | 友誼賽             |
| 3                        | 2006年6月1日   | 墨西哥   | 2-1  | 勝   | 友誼賽             |
| 4                        | 2007年2月7日   | 俄羅斯   | 4-1  | 勝   | 友誼賽             |
| 最近更新於2007年5月9日。 |                |          |      |      |                    |

## 榮譽
阿積士
- 冠軍
  - 告魯夫盾：2005年、2006年
  - 荷蘭盃：2005-06、2006-07

荷蘭國家足球隊
- 冠軍
  - 2007年歐洲U-21足球錦標賽